# Rúben Pinto
Rúben Rafael Melo Silva Pinto (* 24. April 1992 in Odivelas) ist ein portugiesischer Fußballspieler. Er steht bei ZSKA Sofia unter Vertrag.

## Karriere
Rúben Pinto spielte ab 2006 für den Jugendverein von Benfica Lissabon. Im Juli 2011 wechselte er zum Hauptverein von Benfica Lissabon, wo er die Trikotnummer 37 trug. In der Saison 2011/2012 spielte er ein Spiel beim bwin Cup. Sein erstes Ligaspiel in der Liga de Honra bestritt Rúben Pinto am 28. April 2013 (28. Spieltag der Saison 2012/13) für Benfica Lissabon B gegen den FC Arouca. In der zweiten Mannschaft von Benfica Lissabon wurde Pinto üblicherweise Mannschaftskapitän, bis er im Januar 2015 auf Leihbasis zum FC Paços de Ferreira wechselte.
Zur Saison 2015/16 unterschrieb er einen Vierjahresvertrag beim portugiesischen Erstligisten Belenenses Lissabon. Im August 2016 wechselte er jedoch in die bulgarische A Grupa zu ZSKA Sofia.

## Erfolge/Titel

### Verein
- - Portugiesischer Meister: 2014
  - Portugiesischer Pokalsieger: 2014
  - Portugiesischer Ligapokalsieger: 2012, 2014
  - Portugiesischer Superpokalsieger: 2014